# Keiservarden
Koordinaten: 67° 18′ 53″ N, 14° 28′ 43″ O
Der Keiservarden ist das  Bergplateau des norwegischen Berges Digermulkollen. Es liegt auf einer Höhe von 366 Metern über dem Meeresspiegel bei Bodø im Fylke Nordland. Der Name setzt sich zusammen aus Kaiser und Varden, der norwegischen Bezeichnung für ein Steinmännchen auf einem Gipfel. Es erinnert an den zweiten Besuch des Aussichtspunkts durch Kaiser Wilhelm II. am 19. Juli 1891.
Das Plateau bietet einen guten Ausblick in alle Himmelsrichtungen, bei klarem Himmel ist über den Vestfjord hinaus die Silhouette der Lofotengebirge erkennbar. Es dient im Rahmen der Musikfestwoche als Veranstaltungsort für Konzerte wechselnder Musikrichtungen. Im Jahre 2016 wurden im Rahmen des 200-jährigen Stadtjubiläums Bodøs Steinstufen verlegt, sodass der Aufstieg von der Turisthytta bequem erfolgen kann.

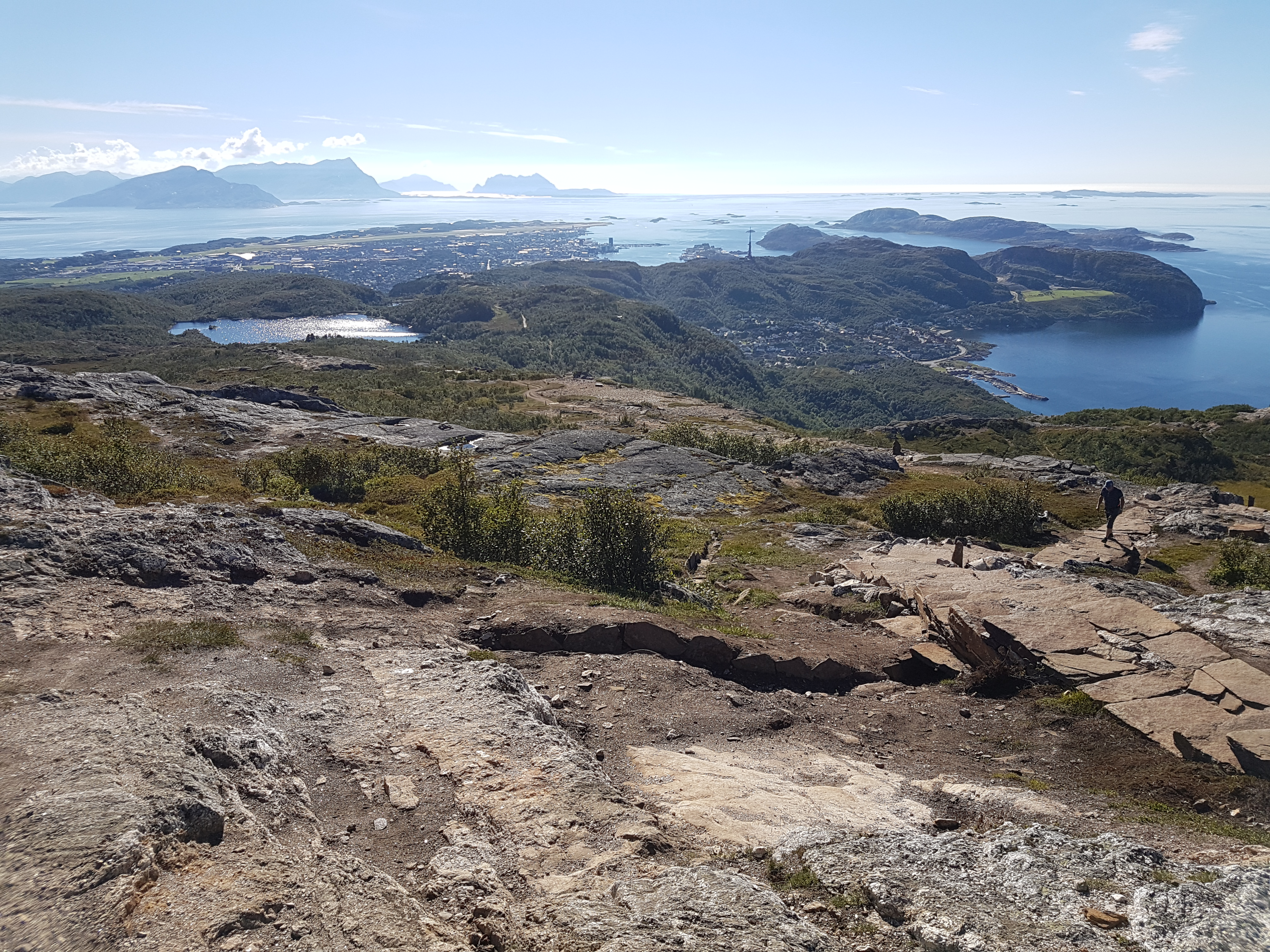
Blick auf Bodø vom Keiservarden aus. Im Bild rechts Teile der neu angelegten Steintreppe.
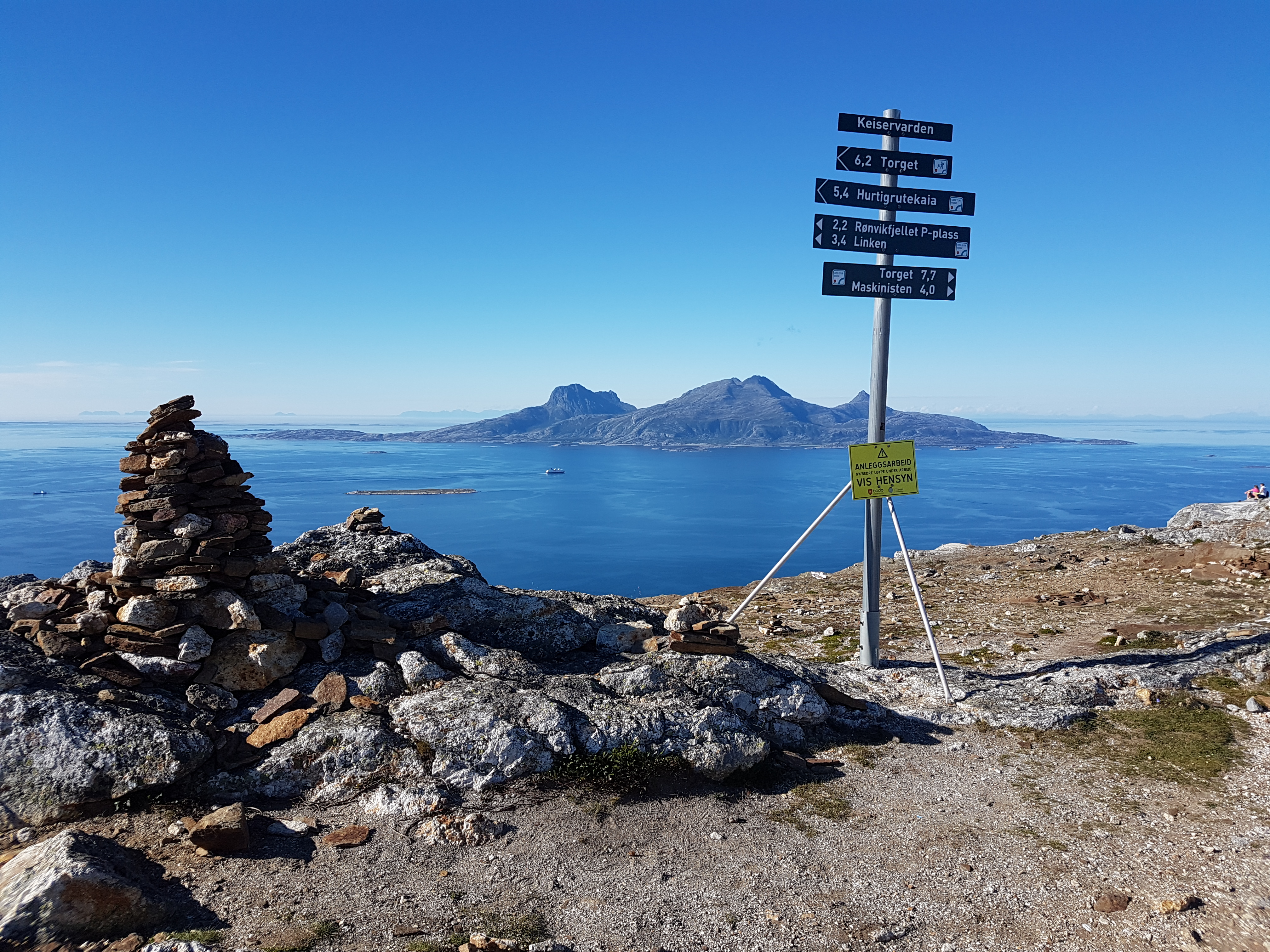
Wegweiser auf dem Keiservarden, im Hintergrund ein Schiff der Hurtigruten vor der Insel Landegode, am Horizont die Silhouette der Lofoten
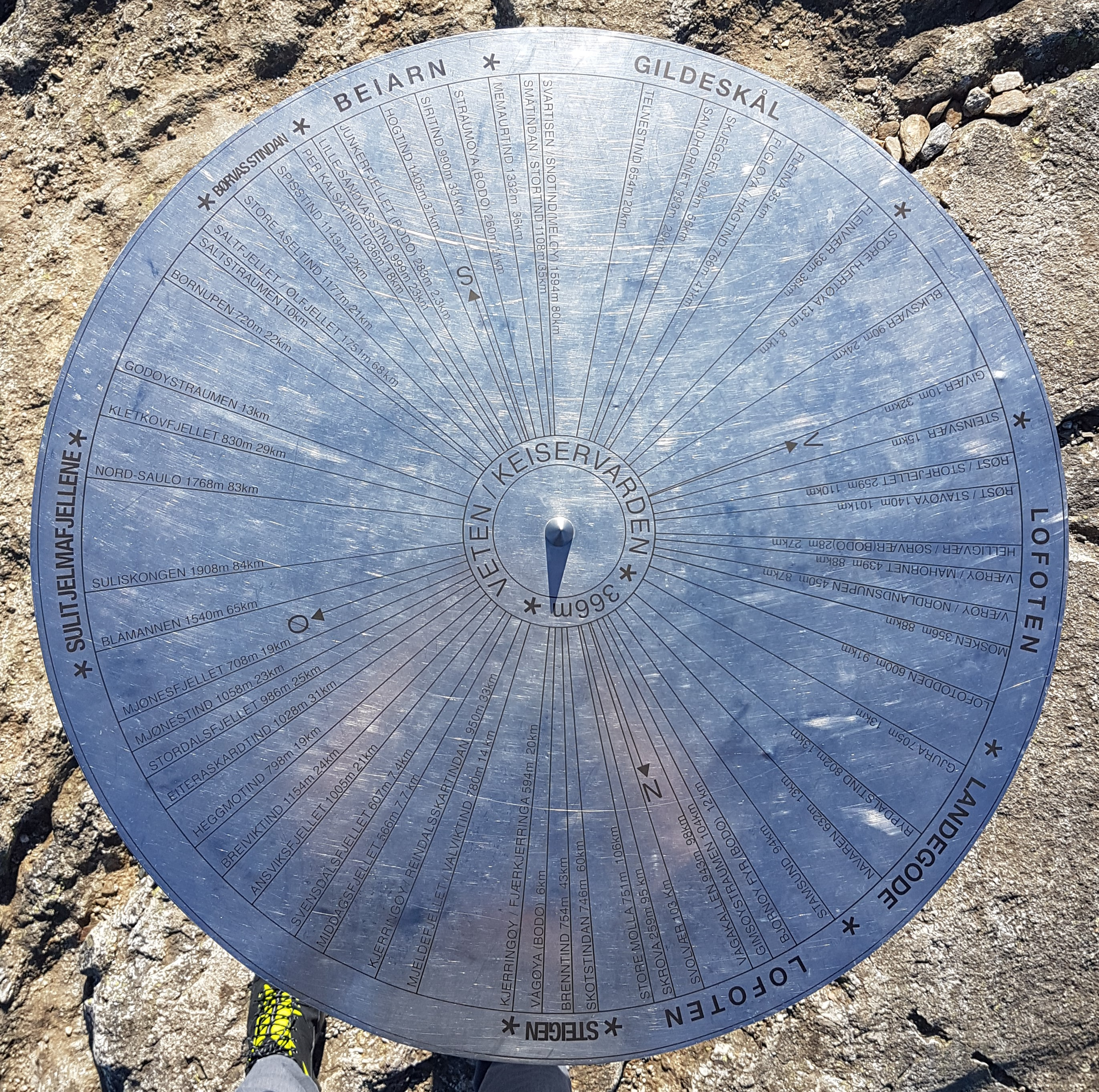
Gipfelwegweiser auf dem Keiservarden
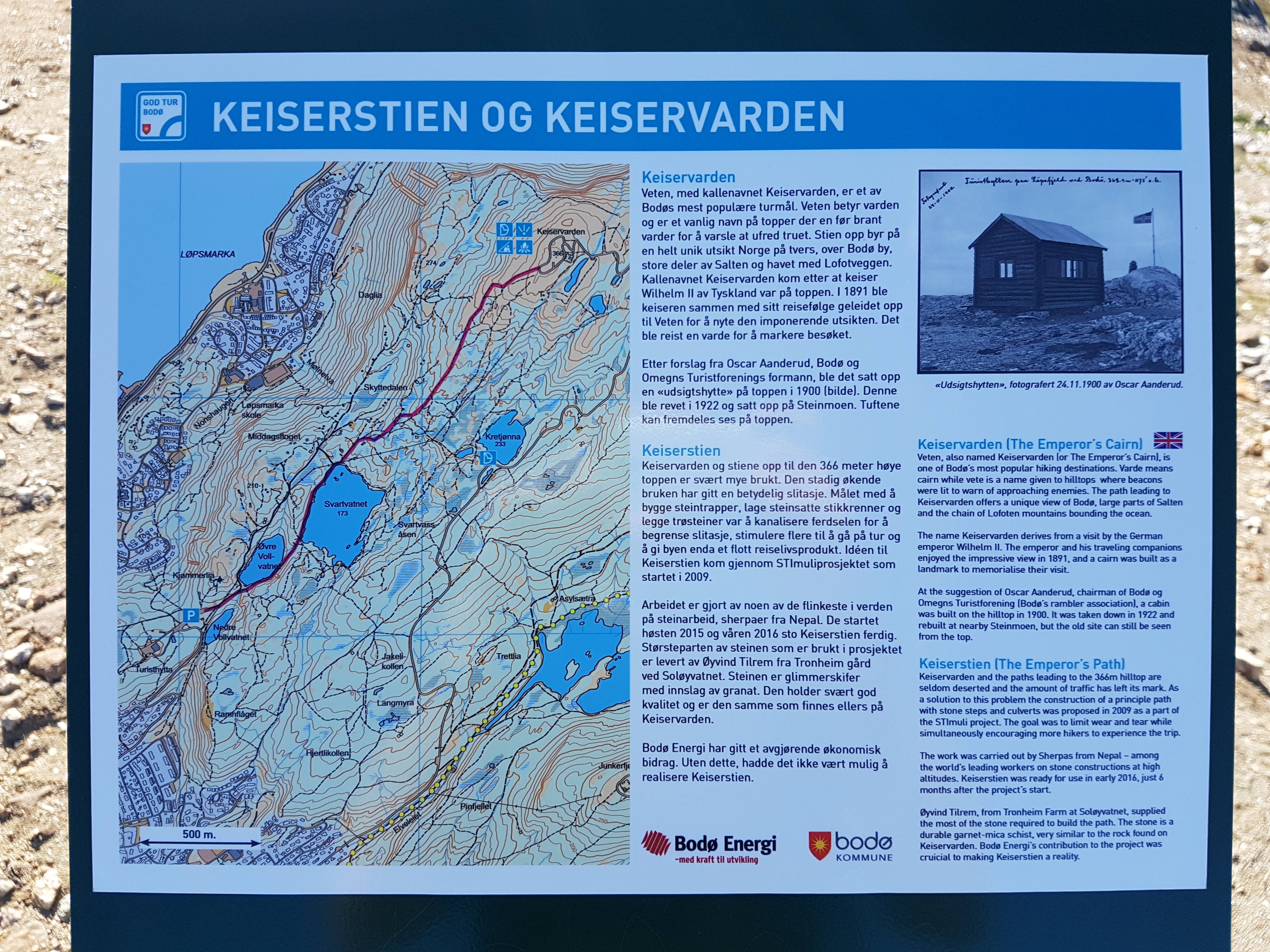
Informationstafel auf dem Keiservarden zum Aufstieg Wilhelm II im Jahre 1889
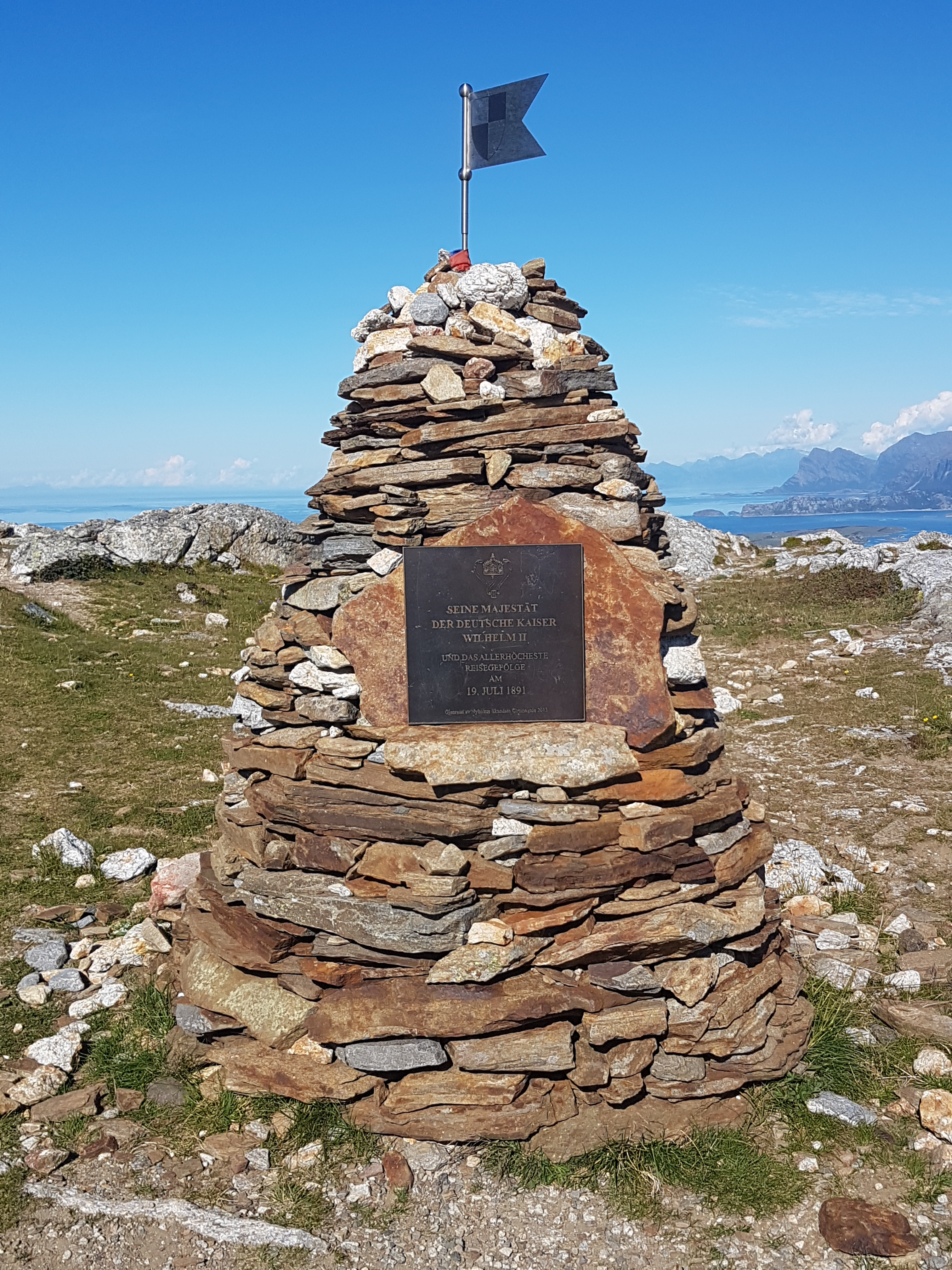
Gedenktafel auf dem Keiservarden anlässlich des Aufstiegs Kaiser Wilhelm II.